# Замойский, Август (1811—1889)
Август Замойский (18 ноября 1811, Замосць — 23 февраля 1889, Бахорец) — польский граф, помещик. Основатель влодавской вевти рода Замойских, участник Ноябрьского восстания. Ученик Станислава Сташича.

## Биография
Шестой сын графа Станислава Костки Замойского (1775—1856), 12-го ордината Замойского, и Софьи Замойской (1778—1837), урожденной княгиня Чарторыйской, дочери Адама Казимира Чарторыйского.
После начала Ноябрьского восстания вернулся из школы в Женеве. Был участником восстания в рядах сформированного на средства Замойских 5-го кавалерийского полка. 20 апреля 1831 года приказом генералов Яна Зигмунта Скжинецкого и Войцеха Хжановского произведен в подпоручики. Принимал участие в боях при Куфлеве (25 апреля 1831 г.) и Остроленке (26 мая 1831 г.).
Август Замойский стал владельцем поместья Влодава в 1837 году. В 1843 году он женился на Эльфриде Тизенгауз (25 апреля 1825 — 26 февраля 1873), дочери графа Рудольфа Тизенгауза на Желудока (ок. 1790—1830), полковника артиллерии наполеоновской армии, и Геновефы, урожденной Пусловской (ок. 1802—1827). Он и его жена были глубоко религиозны и воспитывали в такой атмосфере своих детей:
- Эльжбета (Элиза) Замойская (1846—1916), жена Игнацы Красицкого
- Мария Замойская (1847—1931), жена Павла Попеля
- Анна Замойская (1858—1931), жена Яна Флориана Замойского
- Август Адам Замойский (1856—1917), женат на графине Розе Марии Эльжбете Замойской (1862—1952)
- Томаш Замойский (1861—1935), женат на графине Людмиле Замойской (1864—1928)
- Вацлав Замойский (1844—1844), умер в детстве
- Анджей Замойский (1852—1853), умер в детстве
- Софья Замойский, умерла в детстве.

Он был инициатором многих экономических, социальных, образовательных и культурных проектов. После пожара он восстановил резиденцию семьи — дворец в Ружанке. Он проявлял заботу об образовании, благодаря чему семья Замойских своими финансовыми ресурсами и естественной помощью содержала местную начальную школу, а также другие школы в усадьбе, расположенной в деревнях Каплёносы, Красувка, Королувка, Любень, Окунинка, Орховек, Сухава, Вырыки, Жуков и Жджарка.
Август Замойский оставался владельцем имения до своей смерти 23 февраля 1889 года. Он был похоронен в крипте церкви св. Людвика во Влодаве, в части, посвященной семье Замойских. На месте захоронения 8 гробов. Они принадлежат Августу Замойскому и Эльфриде Тизенгауз Замойской с детьми, а также сестре Эльфриды Юзефе Тизенгауз (жене Константина Потоцкого из Печары) с детьми. Соответствующая надпись есть на доске в основной части подземелья.
Его внуком был Август Красицкий (1873—1946), посвятивший ему свой дневник из русской кампании Красицкого Августа, поручика Штаба Польских Легионов 1914—1916 годов, написанный во время службы в рядах Польских Легионов (опубликован в 1934 г.).